# پراویدنت بنک نیوجرسی

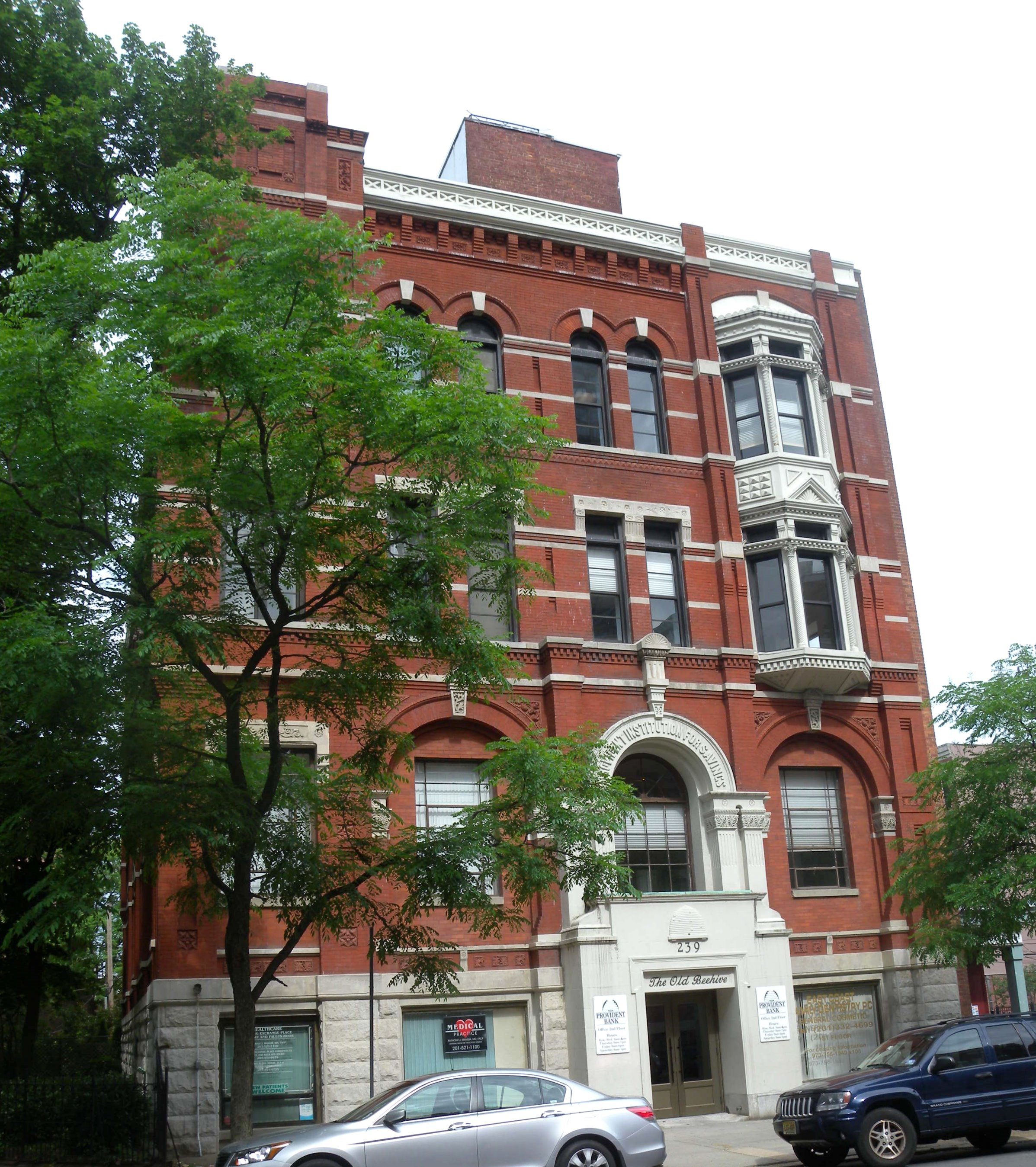
ساختمان پراویدنت بنک نیوجرسی - ۲۰۱۱

پراویدنت بنک نیوجرسی (انگلیسی: Provident Bank of New Jersey) شرکت خدمات مالی آمریکایی است، که در سال ۱۸۳۹ تأسیس شد.